# Couvent de Mödingen

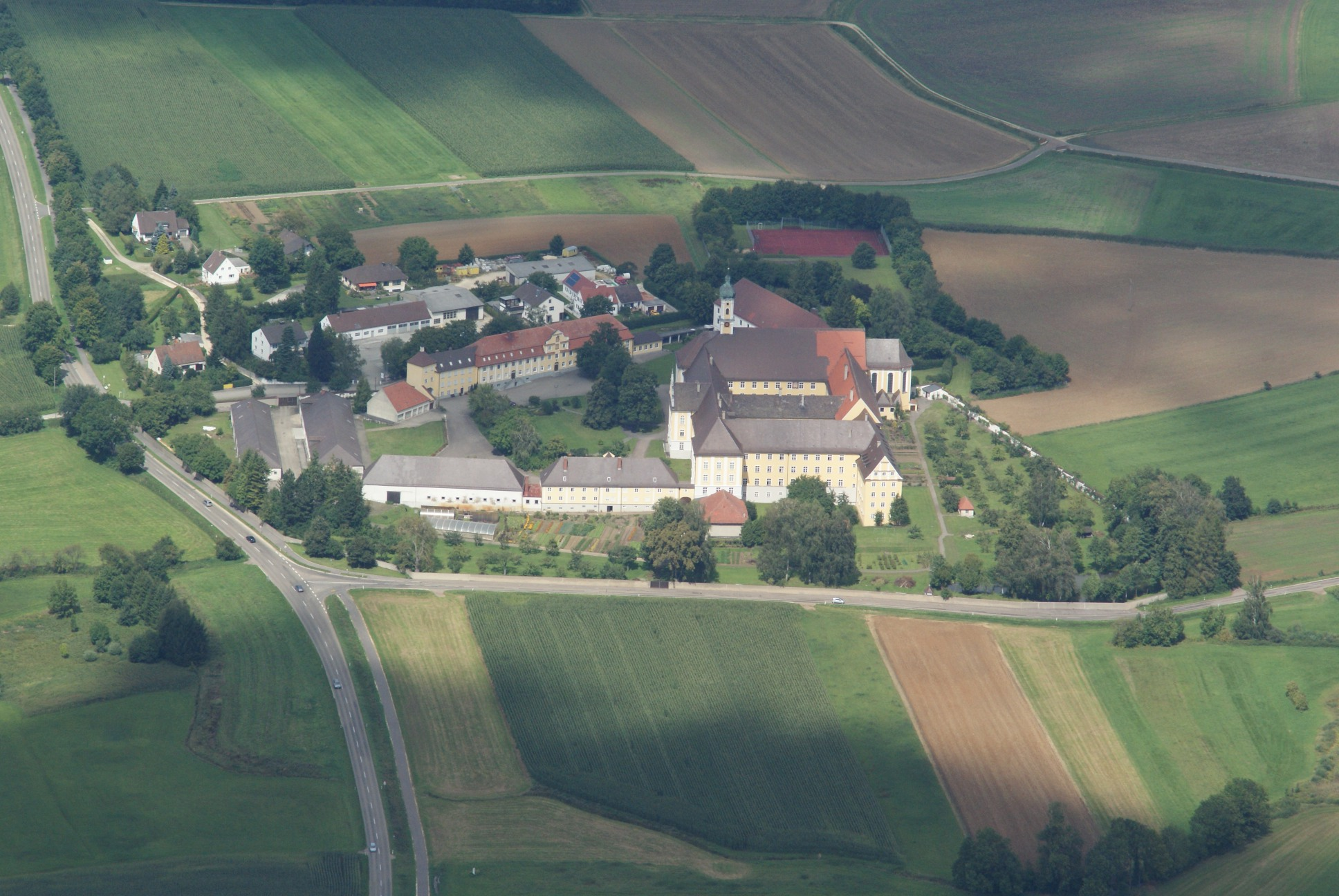
Vue aérienne du couvent de Mödingen.

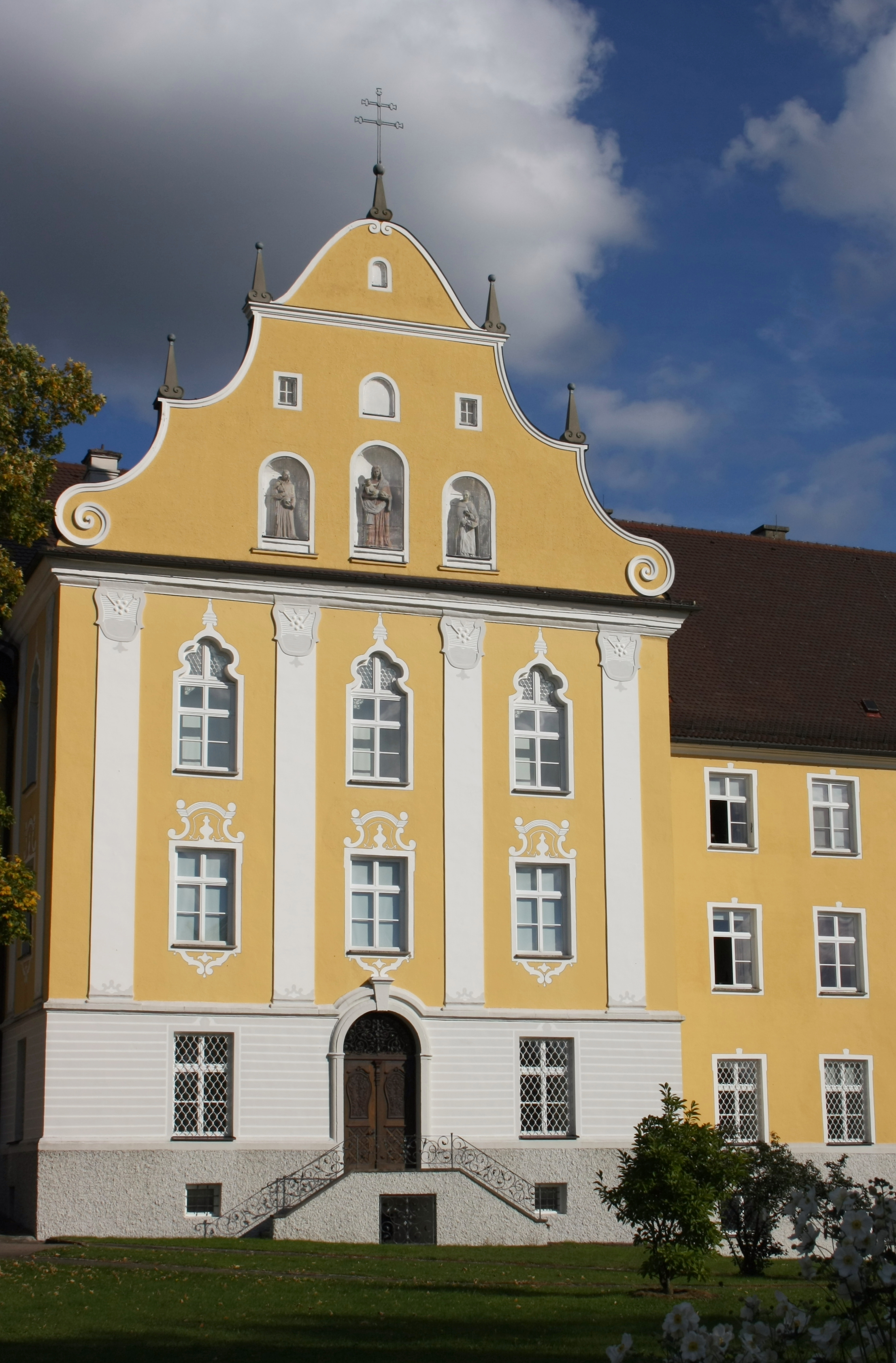
Une des façades.

Le couvent de Mödingen, ou couvent Sainte-Marie de Medigen (Kloster Maria Medingen) est un ancien couvent de Dominicaines devenu couvent des Franciscaines de Dillingen. Il se trouve à Mödingen, à dix kilomètres au nord-ouest de Dillingen en Bavière, dans le diocèse d'Augsbourg.

## Histoire
Ce couvent est fondé en 1246 par le comte Hartmann IV de Dillingen et son épouse Willibirgis. La bienheureuse mystique Marguerite Ebner y a vécu de 1291 à 1351. Un crucifix d'albâtre et une petite statue de bois de l'Enfant Jésus lui ayant appartenu sont encore gardés au couvent. Entre 1542 et 1616, le couvent est vidé de ses occupantes à cause de la Réforme protestante. La Guerre de Trente Ans et la guerre de succession d'Espagne l'endommagent gravement. 
Le monastère a été reconstruit selon les plans de Dominikus Zimmermann, entre 1716 et 1721. Les stucs et les fresques de l'église conventuelle Sainte-Marie sont de son frère Johann Baptist Zimmermann. Les stucs de la chapelle Ebner sont d'Anton Landes (1755). L'église est consacrée en 1721. En 1802, le couvent est sécularisé par les autorités du royaume de Bavière. Il y avait alors vingt-cinq professes de chœur et dix sœurs tourières. Le couvent devient la propriété en 1806 du baron von Gravenreuth. Il est vendu en 1824 à un boucher de Dillingen du nom de Mack. Les Franciscaines de Dillingen s'y installent en 1843. C'est aujourd'hui leur maison provinciale pour l'une des trois provinces allemandes de cette congrégation. Les religieuses y gèrent une école secondaire de jeunes filles et un internat.  Un jardin d'enfants selon la méthode Montessori a ouvert dans un des bâtiments proches.
Un incendie se déclare au couvent le 5 juillet 2015, tuant une des sœurs. La chapelle Sainte-Marguerite et la sacristie de l'église conventuelle sont détruites.

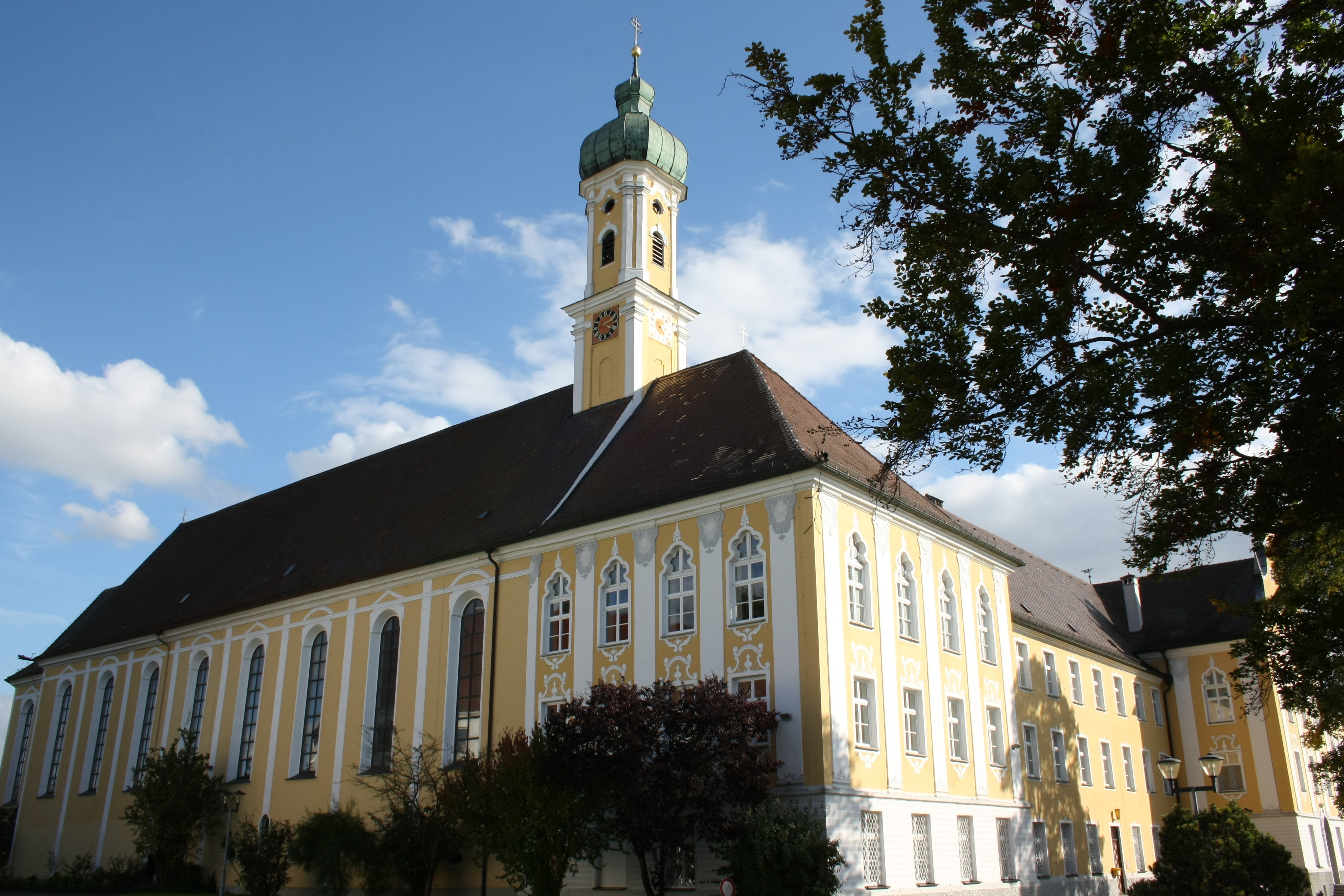
Vue latérale de l'église conventuelle Sainte-Marie.